# Riola Xhemaili
Riola Xhemaili (Soletta, 5 marzo 2003) è una calciatrice svizzera, centrocampista del PSV, in prestito dal Wolfsburg, e della nazionale svizzera.

## Carriera

### Gli esordi
Xhemaili nasce a Soletta, piccolo centro abitato capoluogo dell'omonimo Cantone della Svizzera nordoccidentale, con il fratello gemello e la sorella maggiore, dove condivide la passione per il calcio, uno degli zii ha giocato nella prima squadra del Grasshoppers. Dopo aver praticato la pallavolo decide di raggiungere il fratello che già gioca nella formazione Under-11 del club locale, il Soletta. Qui compie la trafila delle giovanili giocando con i maschietti fino alla Under-15, e dovendo poi scegliere di continuare l'attività in una squadra interamente femminile per gli imminenti limiti d'età si trasferisce al Basilea giocando inizialmente anche nelle formazioni giovanili miste e inserita nella formazione Under-15 ne diventa capitano.

### Club
Aggregata alla prima squadra già alla sua prima stagione nel Basilea, nel febbraio 2019 debutta, all'età di soli 15 anni, in Lega Nazionale A, nell'incontro vinto per 2-1 sullo Young Boys, giocando poi il resto dell'intera stagione e segnando una rete. Confermata in prima squadra anche per la stagione successiva, nel campionato, che dall'estate 2020 cambia denominazione in Women's Super League, viene utilizzata con regolarità marcando 25 presenze e segnando 11 reti, vestendo inoltre la fascia di capitano.
Nel giugno 2021 coglie l'opportunità per disputare il suo primo campionato all'estero, trasferendosi al Friburgo a disposizione del tecnico Daniel Kraus per la stagione entrante. Xhemaili fa il suo debutto in Frauen-Bundesliga il 27 agosto, alla 1ª giornata di campionato, nell'incontro perso il trasferta per 2-1 con l'Hoffenheim, e segna al debutto in Coppa di Germania, il 27 settembre, mettendo a segno il rigore che al 30' porta il parziale sul 3-0 nell'incontro poi vinto sull'Ebing per 10-0 al secondo turno.

### Nazionale
Xhemaili inizia ad essere convocata dalla Federcalcio svizzera nel 2019, inizialmente per vestire la maglia della formazione Under-16 che nel maggio di quell'anno disputa in Finlandia lo UEFA Development Tournament. In quell'occasione il tecnico federale Brigitte Steiner la impiega in due dei tre incontri disputati dalla sua nazionale, con la centrocampista che va a segno nei primi due, vinti con le pari età della Lituania (3-2) e all'Ucraina (1-0), ottenendo la squadra un buon risultato uscendone sconfitta per 2-1 solo con le padrone di casa.
Nell'estate di quello stesso anno viene convocata per la prima volta anche in Under-17 da Monica Di Fonzo, per l'amichevole in trasferta con l'Austria del 28 agosto dove, nuovamente, va a segno al debutto aprendo al 75' le marcature nell'incontro che poi termina in parità con una rete per parte.
Sempre del 2019 è la prima convocazione in Under-19, chiamata dal tecnico Nora Häuptle per disputare le qualificazioni dell'Europeo di Georgia 2020, e dove al debutto, il 1º ottobre con la Lettonia, Xhemaili è tra le protagoniste della vittoria per 7-0 segnando una tripletta. La squadra, che supera il turno da imbattuta senza subire alcun gol, non riesce poi a confrontarsi con le avversarie nel turno successivo per la decisione della UEFA di sospendere il torneo per le restrizioni dovute al contenimento della pandemia di COVID-19 in Europa.
L'anno successivo il commissario tecnico della nazionale maggiore Nils Nielsen decide di convocarla per le ultime fasi della qualificazione all'Europeo di Inghilterra 2022, debuttando nel torneo il 22 settembre 2020, nella vittoria per 2-1 con il Belgio, scesa in campo al 92' per sostituire Ramona Bachmann a qualche secondo dal triplice fischio dell'arbitro. Nielsen in seguito continua a concederle fiducia, impiegandola nel successivo incontro del 27 ottobre vinto per 2-0 con la Romania dove all'85' rileva Géraldine Reuteler.

## Statistiche

### Presenze e reti nei club
Statistiche (parziali) aggiornate al 1° giugno 2025.
| Stagione        | Squadra         | Campionato      | Campionato | Campionato | Coppe nazionali | Coppe nazionali | Coppe nazionali | Coppe internazionali | Coppe internazionali | Coppe internazionali | Altre coppe | Altre coppe | Altre coppe | Totale | Totale |
| Stagione        | Squadra         | Comp            | Pres       | Reti       | Comp            | Pres            | Reti            | Comp                 | Pres                 | Reti                 | Comp        | Pres        | Reti        | Pres   | Reti   |
| --------------- | --------------- | --------------- | ---------- | ---------- | --------------- | --------------- | --------------- | -------------------- | -------------------- | -------------------- | ----------- | ----------- | ----------- | ------ | ------ |
| 2018-2019       | Basilea         | LNA             | 1+         | 1+         | CS              | -               | -               | -                    |                      |                      | -           |             |             | ?      | ?      |
| 2019-2020       | Basilea         | LNA             | 4+         | 4+         | CS              | 3               | 3               | -                    |                      |                      | -           |             |             | ?      | ?      |
| 2020-2021       | Basilea         | WSL             | 12         | 13         | CS              | 5               | 6               | -                    |                      |                      | -           |             |             | 17     | 19     |
| Totale Basilea  | Totale Basilea  | Totale Basilea  | 45         | 18         | -               | 8               | 9               | -                    | -                    | -                    | -           | -           | -           | 53     | 27     |
| 2021-2022       | Friburgo        | BL              | 21         | 1          | CG              | 2               | 1               | -                    |                      |                      | -           |             |             | 23     | 2      |
| 2022-2023       | Friburgo        | BL              | 21         | 3          | CG              | 2               | 0               | -                    |                      |                      | -           |             |             | 23     | 3      |
| Totale Friburgo | Totale Friburgo | Totale Friburgo | 45         | 5          | -               | 4               | 1               | -                    | -                    | -                    | -           | -           | -           | 49     | 6      |
| 2023-2024       | Wolfsburg       | BL              | 12         | 1          | CG              | 2               | 1               | UWCL                 | 0                    | 0                    | -           |             |             | 14     | 2      |
| 2024-2025       | PSV             | E               | 22         | 10         | CO              | 4               | 2               | -                    |                      |                      | EC          | 2           | 2           | 28     | 14     |
| Totale carriera | Totale carriera | Totale carriera | 124        | 34         | -               | 18              | 13              | -                    | 0                    | 0                    | -           | 2           | 2           | 144    | 49     |